# Adalberto Arturo Rosat
Adalberto Arturo Rosat OFM (ur. 22 czerwca 1934 w Clesie, zm. 31 stycznia 2015) – włoski duchowny katolicki, prałat Aiquille 1986-2009.

## Życiorys
Święcenia kapłańskie otrzymał 13 lipca 1958.
22 listopada 1986 papież Jan Paweł II mianował go prałatem Aiquille. 1 lutego 1987 z rąk biskupa Santosa Abril y Castelló przyjął sakrę biskupią. 
25 marca 2009 ze względu na wiek złożył rezygnację z zajmowanej funkcji.